# Стародевиченское сельское поселение
Стародевиченское се́льское поселе́ние — муниципальное образование в Ельниковском районе Мордовии Российской Федерации.
Административный центр — село Стародевичье.

## История
Статус и границы сельского поселения установлены Законом Республики Мордовия от 1 декабря 2004 года № 97-З «Об установлении границ муниципальных образований Ельниковского муниципального района, Ельниковского муниципального района и наделении их статусом сельского поселения и муниципального района».

## Население
| 2002 | 2010  | 2012  | 2013  | 2014  | 2015  | 2016 |
| ---- | ----- | ----- | ----- | ----- | ----- | ---- |
| 1314 | ↘1168 | ↘1122 | ↘1081 | ↘1044 | ↘1001 | ↘965 |
| 2017 | 2018  | 2019  | 2020  | 2021  |       |      |
| ↘923 | ↘891  | ↘867  | ↘849  | ↗852  |       |      |

## Состав сельского поселения
| № | Населённый пункт | Тип населённого пункта       | Население |
| - | ---------------- | ---------------------------- | --------- |
| 1 | Молчаново        | деревня                      | ↘126      |
| 2 | Новые Пичингуши  | деревня                      | ↘258      |
| 3 | Стародевичье     | село, административный центр | ↘758      |
| 4 | Сузелятка        | село                         | ↘26       |